# Wakasso
Wakasso (auch: Wakasa, Wakassa) ist ein Dorf in der Landgemeinde Tchadoua in Niger.

## Geographie
Das von einem traditionellen Ortsvorsteher (chef traditionnel) geleitete Dorf befindet sich rund 16 Kilometer nordöstlich des Hauptorts Tchadoua der gleichnamigen Landgemeinde, die zum Departement Aguié in der Region Maradi gehört. Zu den Siedlungen in der näheren Umgebung von Wakasso zählen Jantoudou im Nordosten, Dan Bouzou im Südosten, Guidan Kané Katsinawa im Südwesten und Maïki im Westen.
Es herrscht das Klima der Sahelzone vor, mit einer durchschnittlichen jährlichen Niederschlagsmenge zwischen 300 und 400 mm.

## Bevölkerung
Bei der Volkszählung 2012 hatte Wakasso 1924 Einwohner, die in 197 Haushalten lebten. Bei der Volkszählung 2001 betrug die Einwohnerzahl 1468 in 187 Haushalten und bei der Volkszählung 1988 belief sich die Einwohnerzahl auf 811 in 110 Haushalten.
Die Bevölkerungsdichte in diesem Gebiet ist für nigrische Verhältnisse hoch.

## Wirtschaft und Infrastruktur
Bei Wakasso verläuft die 156,5 Kilometer lange Nationalstraße 19 zwischen den Hauptorten Tchadoua und Belbédji. Es handelt sich in diesem Abschnitt um eine moderne Erdstraße. Das Gebiet der Ebenen im südlichen Teil der Region Maradi, in dem die Siedlung liegt, ist von einer anhaltenden Degradation der ackerbaulichen Flächen gekennzeichnet, die mit der hohen Bevölkerungsdichte in Zusammenhang steht. Eine Getreidebank wurde in den 1980er Jahren im Dorf etabliert. Der CEG Wakasso ist eine Schule der Sekundarstufe des Typs Collège d’Enseignement Général.